# Còlit cuanegre
El còlit cuanegre, també anomenat cuanegre(Oenanthe melanura) és una espècie d'ocell de la família dels muscicàpids (Muscicapidae) pròpia de l'Àfrica subsahariana. És pròpia de les regions desèrtiques i rocalloses del nord d'Àfrica i el Pròxim Orient. El seu estat de conservació es considera de risc mínim.